# Tony Robinson
Anthony Robinson (znany jako Tony Robinson, ur. 15 sierpnia 1946 w Londynie) – brytyjski aktor, pisarz i dziennikarz, najbardziej znany z roli Baldricka w serialu komediowym Czarna Żmija oraz jako wieloletni prezenter programów historycznych w brytyjskiej i australijskiej telewizji.

## Życiorys

### Kariera aktorska i medialna
Już od wczesnej młodości chciał być aktorem, jednak początki nie były zachęcające - jego kariera teatralna szła na tyle słabo, że na jakiś czas zamienił etat aktora na pracę w teatralnej administracji. W latach 70. występował w telewizyjnym programie dla dzieci Sam On Boff's Island, jednak prawdziwą popularność zaczął zdobywać dopiero około czterdziestki. 
W 1983 zaczął pojawiać się w popularnym programie satyrycznym Who Dares Wins. W tym samym roku wyemitowano pierwsze odcinki serialu Czarna Żmija, z którego jest dziś najlepiej pamiętany. Wystąpił we wszystkich odcinkach tej produkcji, łącznie ze zrealizowanym 11 lat po zamknięciu serialu milenijnym odcinkiem specjalnym Czarna Żmija: Tam i z powrotem. Stworzył niezapomnianą postać Baldricka - poczciwego głupka, mężczyzny o inteligencji małego dziecka, wiecznie poniżanego i wyszydzanego przez swojego pana, który jednak nie może się bez niego obejść.

#### PoCzarnej Żmii
Po zakończeniu produkcji Czarnej Żmii, Robinson zagrał jedną z głównych ról w napisanym przez siebie popularnym serialu komediowym dla dzieci Maid Marian and her Merry Men, stanowiącym bardzo luźną i dość prześmiewczą adaptację historii o Robin Hoodzie. W latach 1990–1991 był narratorem angielskiego serialu animowanego Słonica Nellie. Od 1994 jest stałym prezenterem historycznych programów popularnonaukowych w telewizji Channel 4, współpracuje też z National Geographic Channel oraz History Channel Australia. W 2009 wystąpił gościnnie w serialu Hotel Babylon. 
Robinson pisuje także książki dla dzieci - jak dotąd ukazało się 16 dzieł jego autorstwa. Często użycza również swojego głosu w dźwiękowych wersjach książek oraz pojawia się na estradzie z autorskim programem komediowym w konwencji one man show. W 2006 wzbudził sporo kontrowersji decydując się na udział w filmie dokumentalnym macierzystej stacji telewizyjnej, ukazującym pobyt jego matki w domu spokojnej starości - od etapu podejmowania przez niego tej niełatwej decyzji, aż do jej śmierci. 

### Działalność społeczna i polityczna
W latach 1996–2000 był wiceprzewodniczącym organizacji Equity, brytyjskiej odpowiedniczki polskiego ZASP. Z kolei w latach 2000–2004 był członkiem Krajowego Komitetu Wykonawczego Partii Pracy.

### Wyróżnienia
W czerwcu 2013 Robinson otrzymał tytuł szlachecki Sir, co stanowi jeden z najwyższych wyrazów uznania przyznawanych przez monarchę Wielkiej Brytanii. W uzasadnieniu napisano, iż jest to forma docenienia jego działalności publicznej i politycznej. Na wieść o tym wyróżnieniu Robinson zapewnił, iż nowy tytuł zmobilizuje go do dalszej pracy społecznej. Dodał również żartobliwie - nawiązując do rycerskiego pochodzenia swojego tytułu - iż będzie zabijał wszelkie nieprawe smoki oraz ratował wszystkie białogłowy w niebezpieczeństwie, które będą potrzebować pomocy.